# Вінг-вокінг

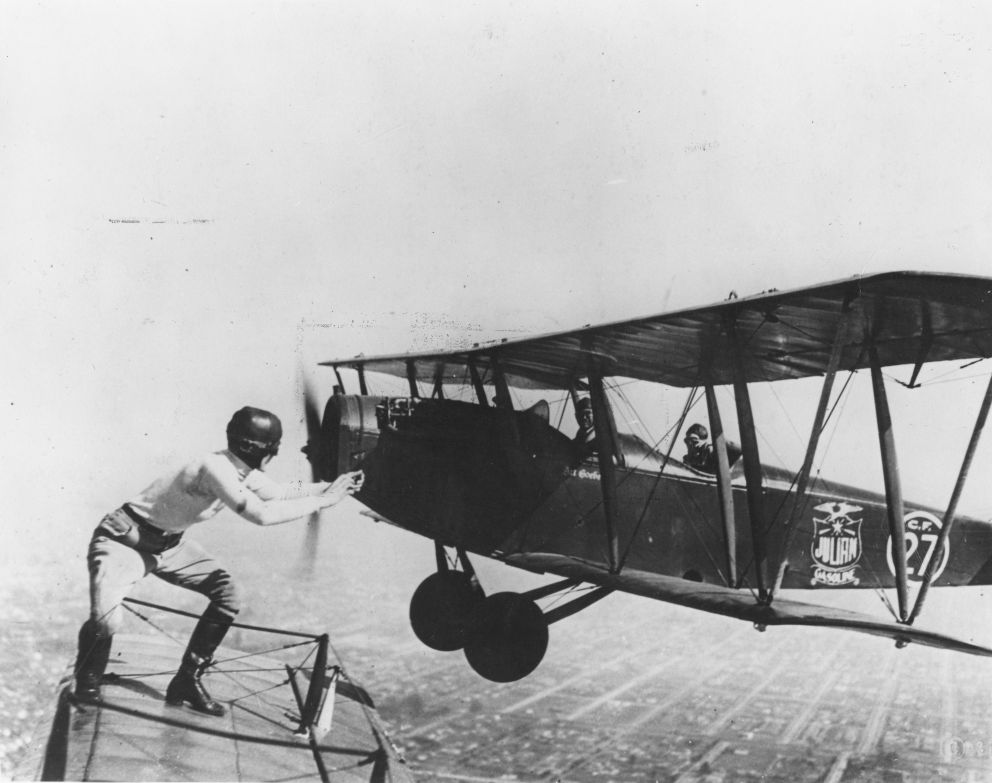
Ґледіс Інґл готується перейти у польоті на крило іншого літака, 1926 рік.

Вінг-вокінг англ. wingwalking, дослівно «ходіння по крилах») — виконання трюків на крилах літака (як правило, біплана). Каскадер, що виконує такі трюки, називається wingwalker, що можна перекласти як «крилоход».

## Історія
Перший відомий політ літака з людьми на крилах відбувся 14 січня 1911 року на показовому виступі в Англії, коли пасинки американського пілота Семюела Коді під час польоту стояли на нижніх крилах його біплана.
Але широкий розвиток такої акробатики почався після Першої світової війни у рамках розвитку тодішніх специфічних авіашоу, що мали назву «барнстормінг» або «летючий цирк». Цьому сприяли два фактори. Після війни зі Збройних сил США було звільнено велику кількість пілотів і розпродано значний надлишок літаків, особливо біпланів Curtiss JN-4 (так звані «Дженні»), що під час війни широко використовувалися для навчання пілотів. Ці літаки, ціна яких при закупівлі становила 5000 доларів, після війни продавали всього за 200 доларів. Тому багато пілотів придбали власні літаки і почали заробляти на життя за допомогою таких шоу. До того ж, у той час ще не існувало законів, що регламентували б правила безпеки при польотах.
Виконувати трюки на крилах першим почав американець Ормер Локлір. Ще у 1918 році, будучи пілотом-студентом на аеродромі Баррон-Філд, Техас, він неодноразово спускався у польоті на нижнє крило своєї «Дженні», щоб вирішити ті чи інші технічні проблеми. Завдяки захопленій реакції глядачів, які ніколи не бачили таких ризикованих вчинків, Локлір та інші пілоти почали розробляти подальші трюки.
Вперше Локлір вийшов на крило свого літака під час екзамену. Він мав зрозуміти та виконати наказ, який йому передавали світловими сигналами з землі, але не міг чітко роздивитися повідомлення, тому що кожух двигуна літака та крило закривали йому огляд. Він попросив інструктора, що сидів на місці другого пілота, вести літак, а сам виліз на крило і звідти прочитав повідомлення. Іспит він склав, попри незадоволення інструктора. Після цього Локлір кілька разів виконував з крила дрібний ремонт літака у польоті — наприклад, прикріплював на місце відірвану кришку радіатора чи лагодив свічку запалювання. За ці витівки його ніяк не покарали — навпаки, командир заохочував Локліра до подібного, оскільки такі трюки підвищували морально-психологічний стан його колег, які боялися польотів на не дуже надійних «Дженні». Коли інші пілоти почали спостерігати за виступами Локліра, деякі з них почали розробляти власні трюки. В результаті мистецтво ходьби на крилах отримало розвиток.
Американські летючі цирки-барнстормери 1920-х років з часом пропонували все більш видовищні шоу, які більше не обмежувалася простим ходінням по крилах. Зокрема, акробати демонстрували стійки на руках на крилі або висіння на мотузковій драбині, тримаючись за неї зубами, пересадку на швидкості з автомобіля (моторного човна, потяга) на літак, що летів низько над землею (або на підвішену під ним мотузкову драбину), стрибок з літака на літак на висоті тощо.
Трюки у польоті бували вельми різноманітними: Ґледіс Рой, наприклад, на верхньому крилі біплана танцювала чарльстон і грала у теніс, а Ґледіс Інґл з запасним колесом на спині перебиралася з одного літака на інший, спускалася до шасі й міняла колесо. Пізніше, у 1931 році, стаття в журналі «Popular Aviation» про крилоходіння обґрунтовувала практичний аспект уміння виконувати такі трюки на випадок необхідності термінового технічного обслуговування у польоті.
Застосовувалося і «випадкове» падіння з літака, що закінчувалося відкриттям парашута в останню хвилину. Чарльз Ліндберг виконував подвійний стрибок з парашутом — при стрибку перший розкритий парашут нібито випадково відривався, і коли глядачі вже думали, що акробат загине, він відкривав запасний.

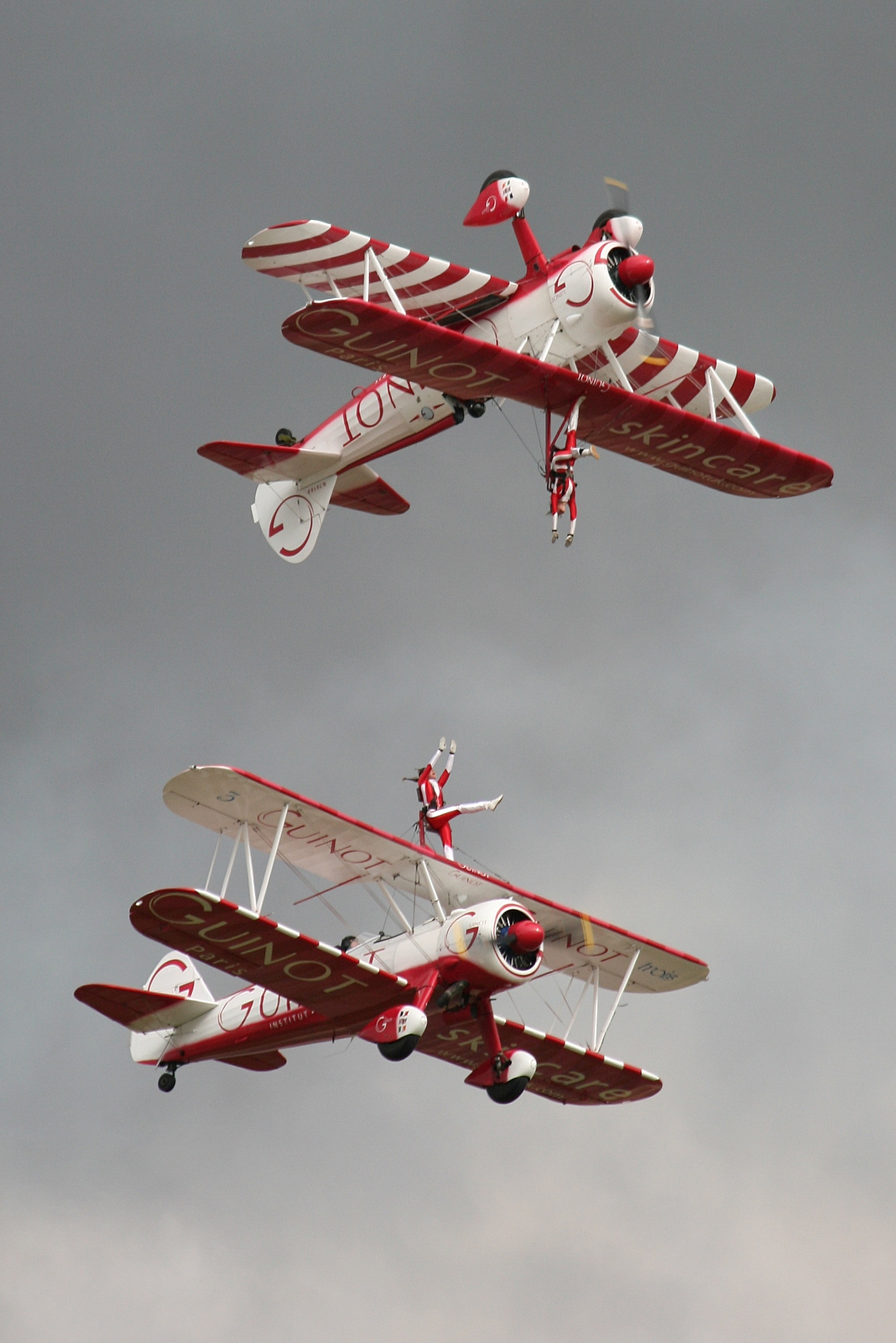
Team Guinot на авіашоу Flying Legends у Даксфорді, 2008 рік.

Трюки на крилах вважалася екстремальною формою барнстормінгу, і каскадери регулярно намагалися перевершити один одного. Вони визнали (точніше, гордо проголосили), що сенс їхнього мистецтва полягає в отриманні грошей від глядачів, які прагнуть побачити, як хтось піддає себе смертельному ризику.
Коли стався крах фондового ринку 1929 року, багато відомих летючих цирків, таких як Летючий цирк Ґейтса, припинили свою діяльність. У 1936 році вінг-вокінг фактично припинили показувати на авіаційних виставах, оскільки уряд США з огляду на часті інциденти заборонив польоти на висоті нижче за 460 м (1500 футів), а з більшої відстані глядачам було важко роздивитися, що робить акробат.
Втім, повністю це мистецтво не зникло, хоча й було значно обмежено правилами безпеки. У 1970-х роках для каскадерів були висунуті вимоги використовувати страховку у вигляді прикріплення до спеціальної штанги у центрі верхнього крила (див. ілюстрацію).
Вінг-вокінг продовжує практикуватися різними виконавцями й сьогодні. 14 листопада 1981 року під час заходу, організованого Мартіном Кайдіном, дев'ятнадцять парашутистів встановили неофіційний світовий рекорд, стоячи на лівому крилі літака Junkers Ju 52 під час польоту.

## Знамениті «крилоходи»
Серед багатьох вінг-вокерів, які стали популярними, слід відзначити таких як Тіні Бродвік, Ґледіс Інґл, Едді Енджел, Вірджинія Енджел, Мейм Карсон, Клайд Пенгборн, Ліліан Боєр, Джек Шек, Ел Вілсон, Фронті Ніколс, Спайдер Метлок, Ґледіс Рой, Айван Енгер, Джессі Вудс, Бонні Роу та Мейбл Коді (племінниця Вільяма Коді, не є родичкою Семлела Коді).
Чарльз Ліндберг, чия льотна кар'єра почалася з ходьби на крилах, був добре відомий своїми трюками з парашутами. Перша афроамериканка, яка отримала міжнародну ліцензію пілота, Елізабет Коулман, також займалася парашутними трюками. Ще однією успішною жінкою в цій професії була Ліліан Бойєр, яка здійснила сотні виступів з трюками на крилах, пересадками з автомобіля на літак і стрибками з парашутом.
Елрі Борге Джеппесен, який пізніше став відомий розробленими ним аеронавігаційними посібниками та картами, в 1925 році у віці 18 років приєднався до летючого цирку Текса Ранкіна та виконував, серед іншого, трюки на крилах.